# Cirrhilabrus beauperryi
Cirrhilabrus beauperryi Allen, Drew & Barber, 2008 è un pesce d'acqua salata appartenente alla famiglia Labridae.

## Distribuzione e habitat
Proviene dalle barriere coralline dell'oceano Pacifico; proviene dalle Isole Salomone e dalla Nuova Guinea. Nuota tra i 5 e i 30 m di profondità in zone con corrente moderatamente forte, ricche di coralli.

## Descrizione
Presenta un corpo abbastanza allungato, compresso lateralmente e con la testa non particolarmente appuntita. La pinna caudale ha il margine arrotondato. La lunghezza massima registrata è i 8,5 cm.
La livrea varia durante la vita del pesce: i giovani sono rossastri con una macchia nera sul peduncolo caudale, mentre negli adulti il colore prevalente è il blu-violaceo.
Nei maschi adulti il ventre è azzurro intenso, il dorso blu o viola, spesso con sfumature marroni-rosate, gli occhi sono rosa od arancioni. La pinna dorsale è bassa e lunga, con fasce di colori diversi come blu, giallo e viola. La pinna anale è più corta, blu alla base e per il resto rosa o giallastra. Le pinne pelviche sono azzurre, molto allungate, e formano quasi dei filamenti.

## Comportamento
Nuota sia solitario che in banchi di pochi esemplari.

## Conservazione
Viene classificato come "a rischio minimo" (LC) dalla lista rossa IUCN perché non viene catturato frequentemente per essere allevato negli acquari ed è diffuso in alcune aree marine protette.